# Thorectes geminatus
Thorectes geminatus es una especie de coleóptero de la familia Geotrupidae.

## Distribución geográfica
Habita en las islas de Cerdeña y Corcega.